# Let 251 Petropavlovsk-Kamčatski (2021)
Let 251 Petropavlovsk-Kamčatski (PTK251) je bil notranji ruski potniški let med Petropavlovsk-Kamčatskim in Palano v Kamčatskem okraju na ruskem daljnem vzhodu. 6. julija 2021 je med približevanjem Palani strmoglavil Antonov An-26, v nesreči je umrlo vseh 28 ljudi na krovu.

## Ozadje
Udeleženo letalo je bilo dvomotorni Antonov An-26B-100 z registrsko oznako RA-26085 ter serijsko številko 12310. Antonov je bil del letalske družbe Kamchatka Air Enterprise. Zgrajen je bil leta 1982, takrat še z oznako An-26B. An-26 je sicer družina vojaških transportnih letal, vendar je bilo udeleženo letalo leta 2012 predelano za civilno rabo. Letalo je bilo v preteklosti v lasti družbe PermTransAvia, kasneje Air Mali ter bilo posojeno Združenim narodom. Zadnji lastnici je bil zrakoplov predan leta 2013. V povprečju je opravil okrog 9 poletov tedensko, vsak je trajal okrog dve uri.
Na letu je bilo 6 članov osebja, vključno s kapitanom, prvim častnikom, navigatorjem in letalskim inženirjem. Leta 2012 je na letu z isto številko med približevanjem letališču Parana strmoglavil Antonov An-28.

## Nesreča
Let 251 je bil notranji potniški let z letališča Elizovo pri Petropavlovsk-Kamčatsku s ciljem na letališču Palana v Palani. Z letališča je letalo vzletelo ob 12:57 po lokalnem času (00:57 UTC) in naj bi pristalo ob 15:05 (3:05 UTC) Letalo je varno preletelo območne kontrolne centre in ob 14:09 se je javilo zračni kontroli Tigilskega okrožja, kjer je kapitan kontaktiral Palano za vremenske podatke na kraju pristanka. Zadnji kontakt z letalom je bil ob 14:50 (2:50 UTC).
Letalo je bilo v času izgube kontakta na končnem priletu okrog 10 km proč od letališča. Zračna kontrola ni prijavila nobenega ponovnega pristanka. Vreme je bilo oblačno. Letalo je trčilo v strmo pečino z najvišjo višino 263 metrov. V času trka je bilo letalo približno 200 metrov pod minimalno višino doleta in je tako bilo izven doletne cone. Ob trku je bilo letalo popolnoma uničeno. Na klifu je ostal le del repnih površin, preostanek je zdrsnil v Ohotsko morje, na klifu pa je na mestu udarca ostal le madež.

## Odzivi
Prizorišče je bilo najdeno še isti dan, po tem ko je Ministrstvo za nujne primere odposlala helikopter Mil Mi-8 in iskalne skupine na tleh. Ostanki so bili prvič zagledani okrog 21. ure po lokalnem času, ti so bili fragmentirani. Trup je bil najden na pobočju hriba, še drugi deli so bili najdeni v morju okrog 4 kilometrov od obale. Vseh 28 ljudi na krovu je umrlo. 
Do 7. julija je skupina 51 reševalcev našla 19 trupel. Zaradi reliefnih razmer je bila reševalna akcija zahtevna. Visoko valovanje ponoči je zahtevalo prekinitve operacije v vodi. V regiji je bilo razglašeno tridnevno žalovanje. Več držav je izrazilo sožalje, med drugimi ZDA, Grčija, Turčija, Srbija in Pakistan.

## Preiskava
Meddržavni letalski komite je odgovorno telo za preiskovanje nesreč v Rusiji. Preiskovalni ruski komite je predstavil tri možne vzroke, ti so bili vremenske razmere, tehnične napake ali človeški faktor (pilotova napaka). 9. julija je bil najden presnemovalnik leta (FDR, flight data recorder). Govornik je dejal, da najdba ni poškodovana in da bo dekodirana v Moskvi. Presnemovalnik pogovorov v kabini (CVR) je bila najdena še istega dne, vendar je bila zelo poškodovana in njenih podatkov ni bilo mogoče pridobiti.
17. julija je Rosaviacija (državna zračno-prevozna agencija) izdala prvo poročilo o analizi FDR. Ko je letalo prečkalo nedirekcionalni radijski oddajnik na višini okrog 800 metrov, se je pričelo obračati za končni prilet. Kontrolor letov jim je sporočil, da so bili obrnjeni v smeri 340° stopinj (sever-severozahodno, namesto 298° zahodno-severozahodno, kakor jim je naročil). Posadka je informacijo sprejela in napovedala spust na 600 metrov, čeprav tega kasneje ob končanju ni sporočila in kasneje tudi ni prosila za nadaljnji spust. Posadka je izvedla še nekaj krogov vendar ni spustila ne pristajalnih koles ne zakrilc. Letalo je iz zaključnega obrata izšlo okrog 12 kilometrov od letališča s smerjo 140° (približno jugovzhodno) proti letališču. Približno eno minuto pred trkom se je zgodila zadnja izmenjava informacij med kontrolorjem in letalom, kontrolor jim je sporočil da so 9 kilometrov od letališča (smer 320°). Teren na mestu trka je visok približno 260 metrov, klif pa je poraščen z drevesi v višini 10 metrov. 
Rosaviacija je priporočila pregled nesreče RA-28715 iz leta 2012 (ki je prav tako poskušala pristati na Palani) in izvedbo ocene izvajanja priporočil za varnost letenja, ki so nastala na podlagi slednje nesreče.